# Erlichbach (Saale)
Der Erlichbach ist ein Bach im südlichen Saale-Orla-Kreis. Er ist ca. 5 km lang.

## Verlauf
Der Erlichbach entspringt an der Südflanke des Rosenbühls 1,5 km nordöstlich von Gefell. Er durchquert die Stadt Gefell und das Dorf Dobareuth in südlicher Richtung. In Dobareuth mündet der Steinbach. Ab hier fließt der Bach in südwestlicher Richtung, bis er in Hirschberg in die Saale mündet.